# Amphiasma micranthum
Amphiasma micranthum är en måreväxtart som först beskrevs av Emilio Chiovenda, och fick sitt nu gällande namn av Cornelis Eliza Bertus Bremekamp. Amphiasma micranthum ingår i släktet Amphiasma och familjen måreväxter.
Artens utbredningsområde är Angola. Inga underarter finns listade i Catalogue of Life.